# Zdzisław Kamiński (geograf)
Zdzisław Kamiński (ur. 16 marca 1943 w Poznaniu, zm. 17 listopada 2016 tamże) – polski geograf i  nauczyciel akademicki, przedstawiciel poznańskiej szkoły geograficznej.

## Życiorys
Ukończył studia geograficzne w 1968 na Uniwersytecie Adama Mickiewicza w Poznaniu. Tamże doktoryzował się w 1980. Adiunkt od 1980. Wykładowca i pracownik naukowy w Instytucie Geografii Społeczno-Ekonomicznej i Gospodarki Przestrzennej na Wydziale Nauk Geograficznych i Geologicznych UAM w Poznaniu. Pracownik wydziałowego Zakładu Systemów Osadniczych i Ludności. Uczeń prof. Stanisławy Zajchowskiej.
Zmarł 19 listopada 2016 roku. Pochowany na cmentarzu komunalnym w Poznaniu.

## Publikacje[5]
- 1982: Przestrzenna dyfuzja innowacji rolniczych. Poznań: WN UAM
- 2008: Bezdroża prawne planowania przestrzennego w Polsce. Słubice: WN UAM